# Kristen McMenamy
Kristen McMenamy (Easton, 13 dicembre 1964) è una supermodella statunitense.

## Carriera
La carriera di modella di Kristen McMenamy si è svolta principalmente fra il 1985 e il 1998, quando la modella sfilò per numerose case di moda internazionali (come Chanel, Valentino, Thierry Mugler, Perry Ellis, Prada, Isaac Mizrahi, Christian Dior, Yohji Yamamoto, Valentino, Sonia Rykiel, Dolce & Gabbana, Gianfranco Ferré, Chloé, Comme des Garçons e Versace). Soprannominata nell'ambiente "the skeleton" (lo scheletro) per la sua magrezza, ebbe un vero e proprio exploit di richieste quando decise di radersi a zero le sopracciglia: Kristen McMenamy ha infatti lavorato con alcuni fra i più celebri fotografi come Helmut Newton, Richard Avedon, Steven Meisel, Juergen Teller e Karl Lagerfeld. Nel 1994, ha preso parte ad una celebre campagna pubblicitaria di Versace Atelier, insieme a Nadja Auermann e Elton John, fotografati da Richard Avedon.

## Vita privata
Nel 1997, la McMenamy ha sposato il fotografo Miles Aldridge, del quale era già incinta di cinque mesi. La McMenamy ha inoltre un'altra figlia nata nel 1994 da una precedente relazione, Lily, oggi anch'essa modella. Nell'aprile del 2013 la McMenamy ha annunciato, dopo sedici anni di matrimonio, il divorzio da Aldridge, dopo aver scoperto l’infedeltà del marito.

## Agenzie
- DNA Model Management